# Девсе
Девсе (фр. Devecey) насеље је и општина у источној Француској у региону Франш-Конте, у департману Ду која припада префектури Безансон.
По подацима из 2011. године у општини је живело 1345 становника, а густина насељености је износила 355,82 становника/km². Општина се простире на површини од 3,78 km². Налази се на средњој надморској висини од 236 метара (максималној 482 m, а минималној 211 m).

## Демографија
| 1962. | 1968. | 1975. | 1982. | 1990. | 1999. | 2011. |
| ----- | ----- | ----- | ----- | ----- | ----- | ----- |
| 276   | 444   | 702   | 955   | 1.401 | 1.423 | 1.345 |

График промене броја становника у току последњих година